# Zahir Ali
Zahir Ali (* 25. August 1987 in Jakarta) ist ein ehemaliger indonesischer Autorennfahrer.

## Karriere
Ali debütierte 2004 im Formelsport und startete zu zwei Rennen der asiatischen Formel-3-Meisterschaft. Nach einer einjährigen Pause setzte er seine Motorsportkarriere 2006 in der asiatischen Formel BMW fort. Er startete für Eurasia Motorsport und wurde als schlechtester Pilot seines Teams Gesamtsiebter. Außerdem trat er in diesem Jahr in der asiatischen Formel-Renault-Challenge an und wurde dort Neunter. 2007 absolvierte Ali seine zweite Saison in der asiatischen Formel BMW für das Team TARADTM. Er gewann fünf Rennen und wurde mit 716 Punkten Vizemeister hinter Jazeman Jaafar, der 768 Punkte auf dem Konto hatte. Ali schien nach einem Verstoß gegen die technischen Regularien durch Jaafars Team Qi-Meritus zwischenzeitlich sogar als Meister festzustehen, verlor den Titel aber, nachdem die Disqualifikation drei Monate später, auf einen Protest hin, wegen eines Formfehlers zurückgenommen wurde.
2008 wechselte Ali in die japanische Formel-3-Meisterschaft. Mit einem Wertungssieg wurde er Vierter in der nationalen Klasse. Außerdem ging er zu drei Rennen der australischen Formel 3 an den Start. Im Winter 2008/2009 startete Ali zu zwei Veranstaltungen der A1GP. Mit einem neunten und zehnten Platz erzielte er die einzigen Saisonpunkte für das indonesische Team. Anschließend nahm Ali für zwei verschiedene Teams an insgesamt vier Rennwochenenden des deutschen Formel-3-Cups teil. Er blieb ohne Punkte.
Seit 2010 hatte Ali an keiner Rennserie teilgenommen und seine Fahrerkarriere beendet.

## Statistik

### Karrierestationen
| - 2004: Asiatische Formel 3 - 2006: Asiatische Formel BMW (Platz 7) - 2006: Asiatische Formel Renault Challenge (Platz 9) | - 2007: Asiatische Formel BMW (Platz 2) - 2008: Japanische Formel 3, nationale Klasse (Platz 4) - 2008: Australische Formel 3 | - 2009: A1GP - 2009: Deutsche Formel 3 (Platz 24) |